# Académie pontificale de la latinité
L'Académie pontificale de la latinité (en latin Pontificia Academia Latinitatis) est une institution siégeant au Vatican, placée sous la responsabilité du dicastère pour la Culture et l'Éducation, fondée par le pape Benoît XVI le 10 novembre 2012, dans le motu proprio Latina Lingua (De la langue latine) pour promouvoir l'étude, l'utilisation et la diffusion de la langue et de la culture latines. Son siège social est situé dans la Cité du Vatican.
L'Académie remplace la Fondation Latinitas, érigée par le pape Paul VI en 1976.

## Création
L'Académie pontificale de la latinité est fondée le 10 novembre 2012 par le pape Benoît XVI avec le motu proprio Latina Lingua, qui a pour mission de préserver et de promouvoir les différentes versions du latin contemporain et ancien, y compris et en soulignant, mais sans s'y limiter, le latin ecclésiastique (latin de l'Église) tel qu'utilisé dans les liturgies et les messes du missel romain de 2002 (avec la messe de Paul VI, qui est généralement dite dans la langue vernaculaire ou populaire locale) et du missel romain de 1962, la dernière édition avant Vatican II, qui comprend la messe du pape Jean XXIII.
Benoît XVI souhaite donner un nouveau souffle aux études latines, qui depuis plusieurs dizaines d'années, enregistrent un déclin progressif. Il note que la connaissance du latin devient de plus en plus superficielle, même parmi ceux qui étudient en vue du sacerdoce ; il espère favoriser une connaissance plus profonde du latin et de la culture qui y est attachée, tant au sein de l'Église que dans un contexte intellectuel plus large. Il envisage l'Académie au centre d'un réseau d'institutions académiques visant à renforcer l'appréciation de l'héritage apporté par la civilisation latine. Il appelle à des méthodologies éducatives adaptées à l'époque contemporaine. Benoit XVI a en effet constaté un intérêt renouvelé pour la culture et la langue latines, y compris dans les continents ayant leurs racines culturelles hors de la civilisation gréco-romaine, qui touche les milieux académiques et institutionnels, mais aussi des jeunes et des chercheurs. 
Avec la réorganisation de la Curie romaine par le pape François le 5 juin 2022, comme le prévoit la constitution apostolique Praedicate evangelium, le nouveau dicastère pour la Culture et l'Éducation est chargé de coordonner le travail de l'Académie avec son propre travail et celui de plusieurs autres institutions.
La publication de sa revue semestrielle Latinitas se termine avec le volume 2013.

## Mission
Les missions de l'académie de la latinité sont définies par l'article 2 du motu proprio Latina Lingua. Ces missions consistent à :
a) « favoriser la connaissance et l'étude de la langue et de la littérature latines qu'elles soient classique, patristique, médiévale ou humaniste en particulier auprès des institutions de formation catholiques dans lesquelles sont formés et instruits les séminaristes et les prêtres » ;
b) « promouvoir dans divers milieux l'usage du latin que ce soit comme langue écrite ou parlée ».

## Activité
Le même motu proprio définit les principales activités de l'académie :
- Assurer des publications, rencontres, congrès d'étude et représentations artistiques ;
- Donner vie et soutenir cours, séminaires et autres initiatives de formation, en lien avec l'Institut supérieur pontifical de la latinité ;
- Éduquer les jeunes générations à la connaissance du latin, notamment par les moyens modernes de communication ;
- Organiser présentations, expositions et concours ;
- Développer d'autres activités et initiatives nécessaires à la réalisation des buts institutionnels.

## Organisation
L'Académie pontificale pour la latinité se compose d'un président, d'un secrétaire, du Conseil académique et d'au plus cinquante membres également appelés académiciens, nommé par le cardinal secrétaire d'État. Le président de l'Académie est nommé par le pape pour un mandat de cinq ans renouvelable. Le président représente légalement l'Académie devant toute autorité judiciaire ou administrative, préside le Conseil Académique et l'assemblée des membres, représente l'Académie aux réunions du Conseil de Coordination des Académies Pontificales, entretient les relations de l'Académie avec le dicastère pour la Culture et l'Éducation, supervise le travail de l'Académie et s'occupe de son administration ordinaire. En matière d'administration extraordinaire, il le fait avec l'avis du Conseil Académique et du dicastère de la Culture et de l'Éducation.
Le Conseil académique est composé du président, du secrétaire et de cinq conseillers élus par l'Assemblée des universitaires pour un mandat de cinq ans pouvant être prolongé. Le Conseil, présidé par le président, délibère sur les questions les plus importantes qui concernent l'Académie. Il approuve l'ordre du jour de l'Assemblée des membres qui se tient au moins une fois par an. Le Conseil est convoqué par le président au moins une fois par an et, en outre, chaque fois qu'il est demandé par au moins trois conseillers. Le président, avec l'accord du Conseil, peut nommer un archiviste et un trésorier.
Les membres sont des savants et des connaisseurs de la langue et de la littérature latines nommés par le Secrétaire d'État du Saint-Siège et qui prennent leur retraite avec la dignité de membres émérites à l'âge de 80 ans. Les membres participent à l'Assemblée de l'Académie et les membres émérites peuvent participer à l'Assemblée mais n'ont pas droit de vote. Le président, après avis du Conseil, peut désigner des correspondants.
Le 10 novembre 2012, le professeur Ivano Dionigi, un laïc, recteur de l'université de Bologne, et le père Giuseppe Caruso sont nommés respectivement premier président et secrétaire de l'Académie. Le 20 décembre 2017, le pape François confirmé Dionigi pour un nouveau mandat de cinq ans. Le professeur Mario De Nonno lui succède le 31 mai 2023.
Les secrétaires sont Roberto Spataro, prêtre Salésien (10 novembre 2012-10 décembre 2019), Giuseppe Caruso, prêtre de l'ordre de Saint-Augustin (10 décembre 2019-mai 2023), le professeur Paolo D'Alessandro à partir du 31 mai 2023.
La création de l'Académie entraîne la suppression de la fondation Latinitas créée par Paul VI en 1976.